# Maros megye községeinek listája

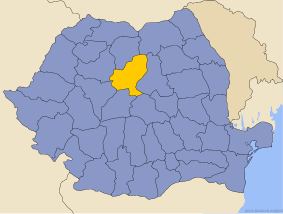
Maros megye elhelyezkedése Romániában

Ez a lista  Maros megye községeit sorolja fel a magyar elnevezés ábécésorrendjében.
| Magyar név       | Román név           | Terület (km²) | Lakosság 2011-ben (fő) | Községközpont    | Beosztott falvak |
| ---------------- | ------------------- | ------------- | ---------------------- | ---------------- | --- |
| Ádámos           | Adămuș              | 81,19         | 5147                   | Ádámos           | Kincses, Küküllődombó, Magyarherepe, Magyarkirályfalva, Sövényfalva                                                                                         |
| Ákosfalva        | Acățari             | 74,20         | 4738                   | Ákosfalva        | Cserefalva, Göcs, Harasztkerék, Kisgörgény, Nyárádszentbenedek, Székelycsóka, Székelyvaja , Szövérd                                                         |
| Alsóbölkény      | Beica de Jos        | 45,69         | 2305                   | Alsóbölkény      | Felsőbölkény, Görgénykakucs, Görgénynádas, Soropháza, Szentmihály                                                                                           |
| Alsóidecs        | Ideciu de Jos       | 42,70         | 2109                   | Alsóidecs        | Felsőidecs, Oroszidecs |
| Alsóköhér        | Chiheru de Jos      | 115,26        | 1644                   | Alsóköhér        | Alsóoroszi, Felsőköhér, Felsőoroszi |
| Apold            | Apold               | 125,41        | 2892                   | Apold            | Segesd, Szászdálya, Volkány |
| Backamadaras     | Păsăreni            | 30,19         | 1919                   | Backamadaras     | Nyárádbálintfalva, Szentgerice |
| Bala             | Băla                | 27,75         | 756                    | Bala             | Nagyercse |
| Balavásár        | Bălăușeri           | 39,37         | 4889                   | Balavásár        | Egrestő, Fületelke, Nagykend, Szénaverős, Szentdemeter |
| Bátos            | Batoș               | 83,67         | 3926                   | Bátos            | Dedrád, Dedrádszéplak, Vajola |
| Beresztelke      | Breaza              | 41,39         | 2473                   | Beresztelke      | Kisfülpös, Magyarfülpös |
| Bonyha           | Bahnea              | 91,65         | 3739                   | Bonyha           | Bernád, Dányán, Gógán, Jövedics, Kund , Leppend |
| Cintos           | Ațintiș             | 48,09         | 1575                   | Cintos           | Batizháza, Csekelaka, Istvánháza, Madavölgytanya, Marosszentjakab                                                                                           |
| Csatófalva       | Viișoara            | 66,87         | 1659                   | Csatófalva       | Szászörményes, Szászszentiván |
| Csíkfalva        | Vărgata             | 40,33         | 1945                   | Csíkfalva        | Búzaháza, Jobbágyfalva, Nyárádszentmárton, Vadad |
| Dános            | Daneș               | 114,72        | 4874                   | Dános            | Bese, Keménynagyszőlős, Keresd |
| Déda             | Deda                | 97,70         | 4113                   | Déda             | Dédabisztra, Füleháza, Maroskövesd |
| Faragó           | Fărăgău             | 39,75         | 1683                   | Faragó           | Faragótanya, Fönácé, Körtekapu, Tancs, Unoka |
| Fehéregyháza     | Albești             | 82,70         | 5345                   | Fehéregyháza     | Alsóbún, Barlabástanya, Bún, Határpatak, Oláhzsákod, Sárpatak, Sárpataki út, Sárpatakivölgy                                                                 |
| Felsőrépa        | Vătava              | 169,42        | 1987                   | Felsőrépa        | Alsórépa, Marosliget |
| Gernyeszeg       | Gornești            | 45,17         | 5577                   | Gernyeszeg       | Erdőcsinád, Kisillye, Kisszederjes, Körtvélyfája, Magyarpéterlaka, Marosjára, Marostelek, Nagyszederjes                                                     |
| Gödemesterháza   | Stânceni            | 124,56        | 1450                   | Gödemesterháza   | Csobotány, Mesterháza |
| Görgényhodák     | Hodac               | 97,68         | 5104                   | Görgényhodák     | Ársica, Bikás, Erdődubiste, Mirigalja, Toka, Uricse |
| Görgényoroszfalu | Solovăstru          | 29,83         | 2888                   | Görgényoroszfalu | Görgénysóakna |
| Görgényszentimre | Gurghiu             | 126,39        | 6091                   | Görgényszentimre | Görgényadorján, Görgényorsova, Görgényüvegcsűr, Kásva, Kincsesfő, Lárgatelep, Oszojtelep, Pálpatak, Szécs                                                   |
| Gyulakuta        | Fântânele           | 64,14         | 4693                   | Gyulakuta        | Bordos, Csöb, Havadtő, Kelementelke, Rava |
| Havad            | Neaua               | 40,04         | 1369                   | Havad            | Geges, Nyárádszentsimon, Rigmány, Vadasd |
| Héjjasfalva      | Vânători            | 111,73        | 3901                   | Héjjasfalva      | Erked, Küküllősárd, Magyarfelek, Szederjes |
| Jedd             | Livezeni            | 25,12         | 3266                   | Jedd             | Kebele, Kebeleszentivány, Marosagárd |
| Kerelőszentpál   | Sânpaul             | 55,35         | 4233                   | Kerelőszentpál   | Búzásbesenyő, Kerelő, Magyardellő, Mezőszentmargita |
| Kibéd            | Chibed              | 37,59         | 1762                   | Kibéd            | - |
| Kisikland        | Iclănzel            | 61,81         | 2126                   | Kisikland        | Gidástó, Hirtopa, Lekenceiforduló, Mezőkapus, Nagyikland, Szénafű, Tyiszelica, Uriszénafű, Iklándivölgy, Völgyön-túl                                        |
| Kóródszentmárton | Coroisânmărtin      | 27,39         | 1447                   | Kóródszentmárton | Kóród, Küküllősolymos, Vámosudvarhely |
| Koronka          | Corunca             | 16,86         | 2785                   | Koronka          | Székelybós |
| Kozmatelke       | Cozma               | 29,32         | 562                    | Kozmatelke       | Magyarmezőtanya, Mezőszokol, Szászokvölgyetanya, Szénaszokol                                                                                                |
| Kutyfalva        | Cuci                | 42,10         | 1822                   | Kutyfalva        | Hegymegett, Marosdátos, Marosoroszi, Oláhpéterlaka |
| Küküllőszéplak   | Suplac              | 48,64         | 2249                   | Küküllőszéplak   | Héderfája, Kisszentlászló, Oláhszentlászló, Vajdakuta |
| Libánfalva       | Ibănești            | 313,15        | 4357                   | Libánfalva       | Blidirászaházcsoport, Disznópatak, Dulcsatelep, Erdőlibánfalva, Laposnyatelep, Sziródrész, Tireutelep, Tiszijó, Zimc                                        |
| Lukafalva        | Gheorghe Doja       | 37,45         | 2982                   | Lukafalva        | Lőrincfalva, Lukailencfalva, Nagyteremi, Teremiújfalu |
| Magyarbükkös     | Bichiș              | 46,55         | 805                    | Magyarbükkös     | Gombostelke, Lándor, Magyarózd |
| Magyaró          | Aluniș              | 40,53         | 3236                   | Magyaró          | Fickópataka, Holtmaros |
| Makfalva         | Ghindari            | 81,23         | 3250                   | Makfalva         | Cseje, Hármasfalu, Székelyabod, Szolokma |
| Marosbogát       | Bogata              | 30,52         | 2018                   | Marosbogát       | Ranta |
| Marosfelfalu     | Suseni              | 30,73         | 2253                   | Marosfelfalu     | Lövér |
| Maroskece        | Chețani             | 55,35         | 2665                   | Maroskece        | Berekszéle, Gerendkeresztúr, Györgyed, Hadrév , Kardos, Linc                                                                                                |
| Maroskeresztúr   | Cristești           | 13,35         | 5824                   | Maroskeresztúr   | Székelykakasd |
| Marossárpatak    | Glodeni             | 54,39         | 3817                   | Marossárpatak    | Mezőmajos, Póka, Pókakeresztúr, Pusztaalmás |
| Marosoroszfalu   | Rușii-Munți         | 43,86         | 2144                   | Marosoroszfalu   | Maroslaka, Monosfalu, Sebespatak |
| Marosszentanna   | Sântana de Mureș    | 25,98         | 5723                   | Marosszentanna   | Marosbárdos, Udvarfalva, Várhegy |
| Marosszentgyörgy | Sângeorgiu de Mureș | 28,96         | 9304                   | Marosszentgyörgy | Csejd, Tófalva |
| Marosszentkirály | Sâncraiu de Mureș   | 20,70         | 7489                   | Marosszentkirály | Náznánfalva |
| Marosugra        | Ogra                | 52,17         | 2387                   | Marosugra        | Gyulas, Lackod, Mezőújfalu, Oláhdellő |
| Marosvécs        | Brâncovenești       | 87,62         | 3972                   | Marosvécs        | Disznajó, Erdőidecs, Erdőszakál, Idecspatak |
| Mezőbánd         | Band                | 10068         | 64,46                  | Mezőbánd         | Drekulyatelep, Fekete, Feketelak, Hidegvölgy, Istentava, Marosesd, Mezőpete, Nagyvölgy, Száltelek, Székelyuraly                                             |
| Mezőbodon        | Papiu Ilarian       | 26,09         | 963                    | Mezőbodon        | Bugusalja, Dobratanya, Sándortelep, Urszajatelep |
| Mezőceked        | Valea Largă         | 33,50         | 3098                   | Mezőceked        | Frátaipatak, Grădini, Mălăești, Poduri, Uries, Valea Glodului, Valea Pădurii, Valea Șurii                                                                   |
| Mezőcsávás       | Ceuașu de Câmpie    | 83,38         | 5964                   | Mezőcsávás       | Bazéd, Galambod, Mezőfele, Mezőkölpény, Mezőménes, Mezőszabad, Szabéd                                                                                       |
| Mezőgerebenes    | Grebenișu de Câmpie | 28,03         | 1684                   | Mezőgerebenes    | Lőrinci, Szentpéterivölgy |
| Mezőkirályfalva  | Crăiești            | 23,49         | 924                    | Mezőkirályfalva  | Lefája, Kisnyulas, Kisnyulasi Néma |
| Mezőmadaras      | Mădăraș             | 23,27         | 1299                   | Mezőmadaras      | Szénáságy |
| Mezőméhes        | Miheșu de Câmpie    | 54,00         | 2447                   | Mezőméhes        | Cserhágó, Groapa Rădăii, Kendeffytanya, Kissályi, Mogoaia, Mezővelkér, Ștefanca                                                                             |
| Mezőpagocsa      | Pogăceaua           | 37,97         | 2117                   | Mezőpagocsa      | Balogéja, Csulja, Fântâna Babii, Ökröstó, Pârâu Crucii, Scurta, Sicele, Valea Sânpetrului, Văleni                                                           |
| Mezőpanit        | Pănet               | 72,31         | 6033                   | Mezőpanit        | Csittszentiván, Harcó, Mezőbergenye, Székelykövesd |
| Mezőrücs         | Râciu               | 73,95         | 3748                   | Mezőrücs         | Căciulata, Cotorinau, Curețe, Forrásészka, Hágó, Keresztpatak, Lenes, Mezőszentmárton , Nagyoldal, Nagyölyves, Obârșie, Ölyvespatak, Rücsinéma, Szárazpatak |
| Mezősályi        | Șăulia              | 26,25         | 2018                   | Mezősályi        | Erdőtanya, Lőrincidűlő, Szteuniadülő |
| Mezősámsond      | Șincai              | 33,82         | 1622                   | Mezősámsond      | Édeságtelep, Feketepuszta, Kislekence |
| Mezőszengyel     | Sânger              | 51,51         | 2400                   | Mezőszengyel     | Borza, Fodorkút, Keménytelke, Pripora, Sárkihíd, Zapodia |
| Mezőtóhát        | Tăureni             | 20,72         | 989                    | Mezőtóhát        | Kincstáribirtok, Csontostanya |
| Mezőzáh          | Zau de Câmpie       | 50,15         | 3236                   | Mezőzáh          | Bábod, Boriskadűlő, Botadűlő, Bozsortanya, Mezőszakál, Mezőszélen, Ștefăneaca, Szengyelisuvadás                                                             |
| Mikefalva        | Mica                | 63,90         | 4539                   | Mikefalva        | Abosfalva, Szászcsávás, Désfalva, Felsőkápolna, Harangláb, Somostelke                                                                                       |
| Nagyernye        | Ernei               | 66,95         | 5835                   | Nagyernye        | Erdőszengyel, Ikland, Sáromberke, Székes, Székelykál |
| Nyárádgálfalva   | Gălești             | 57,79         | 3067                   | Nyárádgálfalva   | Bede, Kisadorján, Nagyadorján, Nyomát, Szentháromság, Nyárádszentlászló                                                                                     |
| Nyárádkarácson   | Crăciunești         | 48,36         | 4470                   | Nyárádkarácson   | Csiba, Fintaháza, Folyfalva, Hagymásbodon, Káposztásszentmiklós, Kisteremi, Somosd                                                                          |
| Nyárádmagyarós   | Măgherani           | 58,03         | 1309                   | Nyárádmagyarós   | Nyárádselye, Torboszló |
| Nyárádremete     | Eremitu             | 83,11         | 3893                   | Nyárádremete     | Deményháza, Mikháza, Nyárádköszvényes, Vármező |
| Oláhkocsárd      | Cucerdea            | 35,93         | 1525                   | Oláhkocsárd      | Bord, Oláhsályi |
| Palotailva       | Lunca Bradului      | 310,33        | 2035                   | Palotailva       | Nyágra, Szalárdtelep |
| Petele           | Petelea             | 43,70         | 2977                   | Petele           | Hétbükk |
| Ratosnya         | Răstolița           | 265,98        | 2073                   | Ratosnya         | Andrenyásza, Borziatelep, Galonya, Jódtelep |
| Sóvárad          | Sărățeni            | 34,31         | 1608                   | Sóvárad          | - |
| Szászbogács      | Băgaciu             | 36,84         | 2474                   | Szászbogács      | Magyarsáros |
| Szászkézd        | Saschiz             | 98,21         | 1965                   | Szászkézd        | Miklóstelke, Zoltán |
| Szásznádas       | Nadeș               | 68,76         | 2484                   | Szásznádas       | Cikmántor, Küküllőmagyarós, Pipe |
| Székelybere      | Bereni              | 42,00         | 1203                   | Székelybere      | Berekeresztúr, Kendő, Mája, Márkod, Nyárádszentimre, Seprőd                                                                                                 |
| Székelyhodos     | Hodoșa              | 39,48         | 1261                   | Székelyhodos     | Ehed, Iszló, Jobbágytelke |
| Székelyvécke     | Vețca               | 37,49         | 892                    | Székelyvécke     | Magyarzsákod, Székelyszállás |
| Tekeújfalu       | Lunca               | 85,20         | 2625                   | Tekeújfalu       | Mezőbanyica, Mezőharasztos, Mezőszentandrás, Szászludvég |
| Uzdiszentpéter   | Sânpetru de Câmpie  | 63,84         | 3060                   | Uzdiszentpéter   | Barlabás, Meződomb, Strinatanya, Uzdiszentgyörgy, Tuson |
| Vajdaszentivány  | Voivodeni           | 34,00         | 1756                   | Vajdaszentivány  | Toldalag |
| Vámosgálfalva    | Gănești             | 47,11         | 3573                   | Vámosgálfalva    | Erdőalja, Küküllőpócsfalva, Szőkefalva |
| Zágor            | Zagăr               | 39,02         | 1192                   | Zágor            | Szászszőllős |